# Jorge Domínguez
Jorge Manuel Rogelio Domínguez (Buenos Aires; 20 de marzo de 1945-Buenos Aires; 24 de agosto de 2022) fue  un político argentino y el último Intendente de la Municipalidad de la Ciudad de Buenos Aires.
En su juventud estudió administración, accediendo al título de licenciado e ingresó al Partido Justicialista. Tras la asunción de Carlos Menem a la presidencia en 1989, se alineó con él, ocupando varios cargos del gabinete durante sus gobiernos.

## Intendente de Buenos Aires

### Asunción
El 5 de septiembre de 1994 se convirtió en el último intendente de la ciudad de Buenos Aires, ya que su sucesor, Fernando de la Rúa, asumió con otro título, el de Jefe de Gobierno de la ciudad de Buenos Aires. Desde 1880 hasta 1996, los intendentes de la Capital Federal habían sido designados directamente por el Presidente de la Nación, tras la reforma de la Constitución Nacional en 1994, los jefes de Gobierno son elegidos mediante el voto popular de los habitantes de la Ciudad.

### Iniciativas para el tránsito

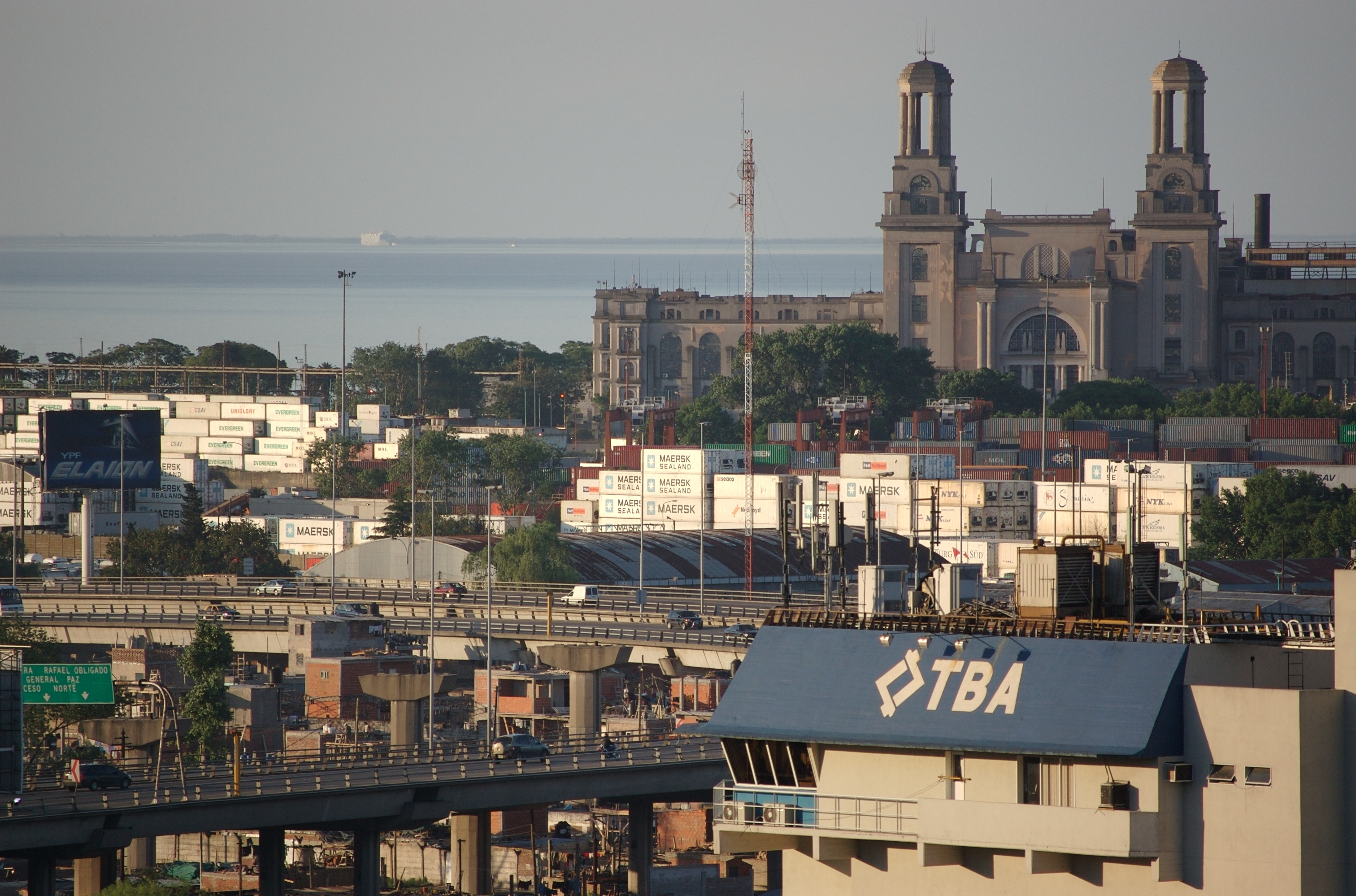
La Autopista Illia, pasando por la Villa 31, en Retiro.

Durante la gestión de Domínguez, la Avenida 9 de Julio fue objeto de varios proyectos enfocados a remodelarla profundamente.
El primer paso en este sentido fue enlazar las Avenidas Lugones y Cantilo, junto con el proyectado viaducto de interconexión con la Avenida 9 de julio (AV1 9 de julio Norte), en un único paquete denominado Autopista Illia, el cual fue concesionado a la empresa COVIMET.
El 16 de mayo de 1996, el intendente Jorge Domínguez pudo inaugurar el viaducto que arrancando desde la calle Arroyo, pasaba sobre las vías de las tres líneas ferroviarias que parten de Retiro. El nuevo viaducto también atravesaba la totalidad de la Villa 31 para finalmente comunicarse con la Avenida Lugones, cuyo único paso a nivel (sobre la calle La Pampa) se eliminó y en su reemplazo se construyó el Distribuidor Scalabrini Ortiz. Sin embargo, la presencia del Aeroparque Metropolitano Jorge Newbery retrasó la unión del viaducto con la Avenida Cantilo: la autopista solo llegaba hasta la intersección de la calle Jerónimo Salguero, donde los automovilistas debían descender para continuar por la Avenida Costanera y finalmente retomar por la Avenida Cantilo.
Esta obra generó grandes conflictos por pasar sobre la Villa 31. Inicialmente se llegó a barajar su total erradicación, aunque finalmente solo se trasladaron las familias que vivían bajo el viaducto de la nueva autopista.
También en la Avenida 9 de julio, se decidió plantar palmeras en los canteros centrales, junto  a otras variedades arbóreas. Además, se proyectó instalar una serie de dársenas en los cruces peatonales para facilitar el tránsito peatonal, pero la iniciativa también fracasó. La última propuesta de Domínguez con respecto a la 9 de julio fue su intención de demoler el edificio del Ministerio de Obras Públicas para poder agregar carriles vehiculares,Durante la gestión municipal se crearon órganos como la auditoría del gobierno de la ciudad, la defensora del consumidor, dirección general de higiene y seguridad alimentaria y el ente regulador de servicios públicos.
Con respecto al asunto de las autopistas, Domínguez recibió de Saúl Bouer, su antecesor en el cargo, la promesa de extender la ruta Panamericana mediante una autopista elevada, de tan solo algunas cuadras, aprovechando los terrenos baldíos que habían quedado entre la Av. General Paz y la Av. Congreso (ex AU-3), como parte de los contratos de concesión del Acceso Norte y de la General Paz. Las obras para la prolongación de la Línea D con rumbo a Belgrano ya habían sido reiniciadas por Jorge Domínguez en 1996, poco después fue inaugurada la estación José Hernández.
Jorge Domínguez decidió descartar la propuesta de una autopista elevada y en su lugar propuso la construcción de una avenida de acceso rápido (con sistema de semáforos), ocupando prácticamente todo el sector vacante.

El gobierno de la ciudad reunió las Avenidas Lugones y Cantilo, junto con el proyectado viaducto de interconexión con la Avenida 9 de Julio (AV1 9 de Julio Norte), en un único paquete denominado Autopista Illia, el cual fue concesionado a la empresa COVIMET. El 16 de mayo de 1996, el intendente Jorge Domínguez pudo inaugurar el viaducto que arrancando desde la calle Arroyo, pasaba sobre las vías de las tres líneas ferroviarias que parten de Retiro
Sin embargo, la vía rápida propuesta por Domínguez pasaba pegada a los frentes de las casas. Finalmente fue nuevamente reformulada dando como resultado la actual Av. Roberto Goyeneche.
Otro foco de conflicto se generó con la construcción de la Autopista Buenos Aires - La Plata, ya que la empresa concesionaria también tenía a su cargo la construcción del tramo denominado "Autopista Ribereña", un viaducto que uniría los intercambiadores de las Autopistas 25 de mayo y la Arturo Illia, cerrando así el eje de conectividad vial Norte-Sur.
Sin embargo, el proyecto amenazaba con aislar al flamante barrio de Puerto Madero y varias voces se levantaron para rechazarlo. El intendente Jorge Domínguez intentó gestionar la conversión del proyecto en una "avenida parquizada", solución similar a la adoptada en el barrio de Saavedra para la ex AU-3. Sin embargo, el proyecto más viable era el de construir la autopista en trinchera o túnel, aunque esta solución también fue descartada en ese momento por su costo excesivo. Más de dos décadas después la conexión se vería materializada en el año 2019 con la inauguración del Paseo del Bajo.

### Subterráneos
Para cuando Domínguez inició su mandato la operación de la red de subterráneos ya se encontraba en manos de Metrovías S.A., y durante estos primeros años la empresa realizó varias inversiones para mejorar la calidad del servicio, renovando vías y sistemas de señalamiento e incorporando sistemas de ventilación. También se modernizaron varias estaciones para mejorar su apariencia, facilitar las transferencias y promover su desarrollo comercial: el plan comenzó con la remodelación de las estaciones "Callao" de la Línea B y "Tribunales" de la Línea D, donde se instalaron locales comerciales y televisores colgados sobre los andenes para informar y entretener a los pasajeros.[cita requerida]
Sin embargo, el avance del subterráneo, a cargo de SBASE, se demoraba, con escasas partidas presupuestarias la prolongación de la Línea D hacia Belgrano ya llevaba varios años con avances mínimos. Los trabajos para finalizar la estación "Olleros", fueron reiniciados a mediados de 1996.

### Otras iniciativas
Durante su gestión también se llevó a cabo el traslado de las 60 familias que vivían en construcciones precarias bajo el puente de la Avenida Juan B. Justo, en la intersección con la Avenida Córdoba y las vías del Ferrocarril San Martín. Los ocupantes del asentamiento fueron llevados a la localidad de González Catán, al sur del Gran Buenos Aires.
Otro legado de la gestión Domínguez fue el "Parque Indoamericano", utilizando gran parte de los terrenos del proyectado "Parque Zoofitogeográfico" (que debía albergar al Jardín Zoológico y al Jardin Botánico), que hasta ese entonces eran utilizados como depósitos de basura. Recién a fines de 1993 el entonces edil radical Carlos Louzán impulsó el proyecto para construir un Parque en ese sitio, el cual sería inaugurado el 1º de diciembre de 1995.
Finalmente, en el período previo a las elecciones municipales de 1996, la Intendencia encabezó importantes obras de repavimentación de calles y avenidas y de colocación de rampas para discapacitados motrices.

### Pérdida de las elecciones
Si bien Domínguez generó controversias por la manera en que se desarrollaron los desalojos de las familias de la Villa 31, motivo por el cual se le adosó el apodo Topadora, hubo además otros hechos concretos que influyeron negativamente en su imagen. El 5 de febrero de 1996 Marcela Iglesias, de seis años de edad, murió cuando cayó sobre ella una estatua de 100 kilos expuesta en un paseo público de Palermo por una galería de arte. La difusión de un video que mostraba que había sido instalada por empleados municipales de manera irregular, sirvió para que la gestión ganara amplias críticas.
Domínguez se postuló para ser reelecto como jefe de Gobierno de la ciudad, ganando las internas del Partido Justicialistas ante José Pradelli y Juan Carlos Dante Gullo. En el marco de la campaña electoral, reinauguró junto a Menem el Rosedal de Palermo, restaurado y a cargo de un concesionario privado. Fue vencido en las elecciones generales del 30 de junio de 1996 por el candidato por la Unión Cívica Radical, Fernando de la Rúa.

## Ministro de Defensa

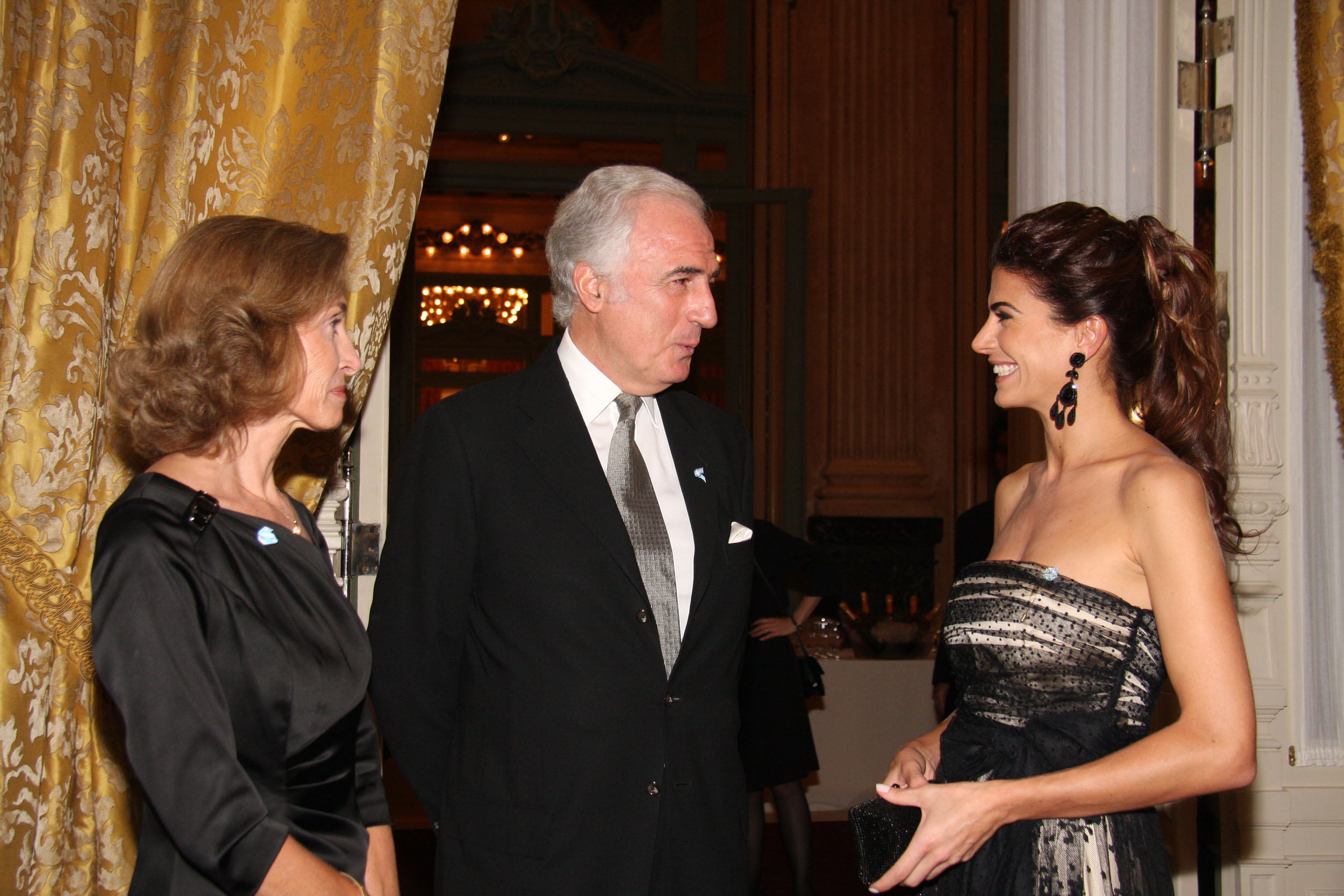
Domínguez junto a su esposa y Juliana Awada en la reapertura del Teatro Colón en 2010.

Entregó el poder a su sucesor el 6 de agosto de 1996. Durante el resto del gobierno de Carlos Menem, hasta 1999, se desempeñó como ministro de Defensa. En ese período logró un marco de racionalización de las Fuerzas Armadas, centralizando los sistemas de compras y consiguiendo nuevo equipamiento para las tres instituciones y consiguió que los Estados Unidos declarara a la Argentina país Aliado Extra OTAN.[cita requerida]
Propuso la construcción de un edificio conjunto para el funcionamiento de los cuatro Estados Mayores, más la Dirección de Gendarmería en lo que popularmente se denominaba como el "Pentagonito", en Villa Martelli.[cita requerida] Con esa medida se buscaba mejorar los niveles de seguridad y funcionamiento de los organismos militares -con el apoyo logístico y tecnológico del Comando Sur de los Estados Unidos-, a la vez que en los edificios Libertad, Cóndor y Centinela se instalaba la "Ciudad Judicial" y en el edificio Libertador todas las Secretarías de Estado independientes. El proyecto fue resistido por el general Martín Balza, aunque contaba con el apoyo del resto de los altos mandos militares.[cita requerida]
Luego se retiró de la política. A finales de 2021 sufrió un ACV. Falleció el 24 de agosto de 2022 tras permanecer internado en el Instituto Fleni a causa de una neumonía bilateral.